# Zabrotes amplissimus
Zabrotes amplissimus är en skalbaggsart som beskrevs av John M. Kingsolver 1990. Zabrotes amplissimus ingår i släktet Zabrotes och familjen bladbaggar. Artens utbredningsområde är Nordamerika. Inga underarter finns listade i Catalogue of Life.